# Música folk
Música folk, o simplemente folk, es un término de origen inglés utilizado en español generalmente para referirse a la música folclórica moderna. En algunos contextos, por influencia del sentido en lengua inglesa de la folk music, su significado se extiende a toda la música folclórica, tanto la tradicional como la más moderna basada en aquella.[cita requerida]
Los artistas de folk pueden emplear temas musicales folclóricos ya existentes haciéndoles un arreglo musical o bien tomar simplemente el estilo y crear sus propios temas originales. Es también característico de la música folk emplear instrumentos típicos de cada región, como puede ser la zampoña y la quena en varios países de América del Sur, el bombo legüero en la Argentina, el birimbao en Brasil, el banjo, la güira en la República Dominicana, el violín o la armónica en los Estados Unidos, el violín, la marimba en Guatemala, bodhrán y el tin whistle en Irlanda, la gaita en Escocia, Galicia o Asturias, el acordeón en Francia, Italia, Panamá o la música litoraleña argentina, la gralla y la dulzaina en la Comunidad Valenciana y Cataluña, la flauta y tamboril en Zamora, la trikitixa en el País Vasco, el arpa paraguaya en Paraguay, etc.

## Etimología
Derivado de la expresión alemana Volk, que significa “el pueblo como un todo”, el término folk, aplicado a música, danza, etc. es más bien reciente. Algunos informes hablan de “folklore” como un término que el inglés William Thoms utilizó, en 1846, para describir las tradiciones, costumbres y supersticiones de las clases incultas. Sin embargo, el concepto ya había sido aplicado por Johann Gottfried Herder al espíritu popular y nacional, bajo el término de Volksgeist, casi un siglo antes.

## Orígenes y desarrollo

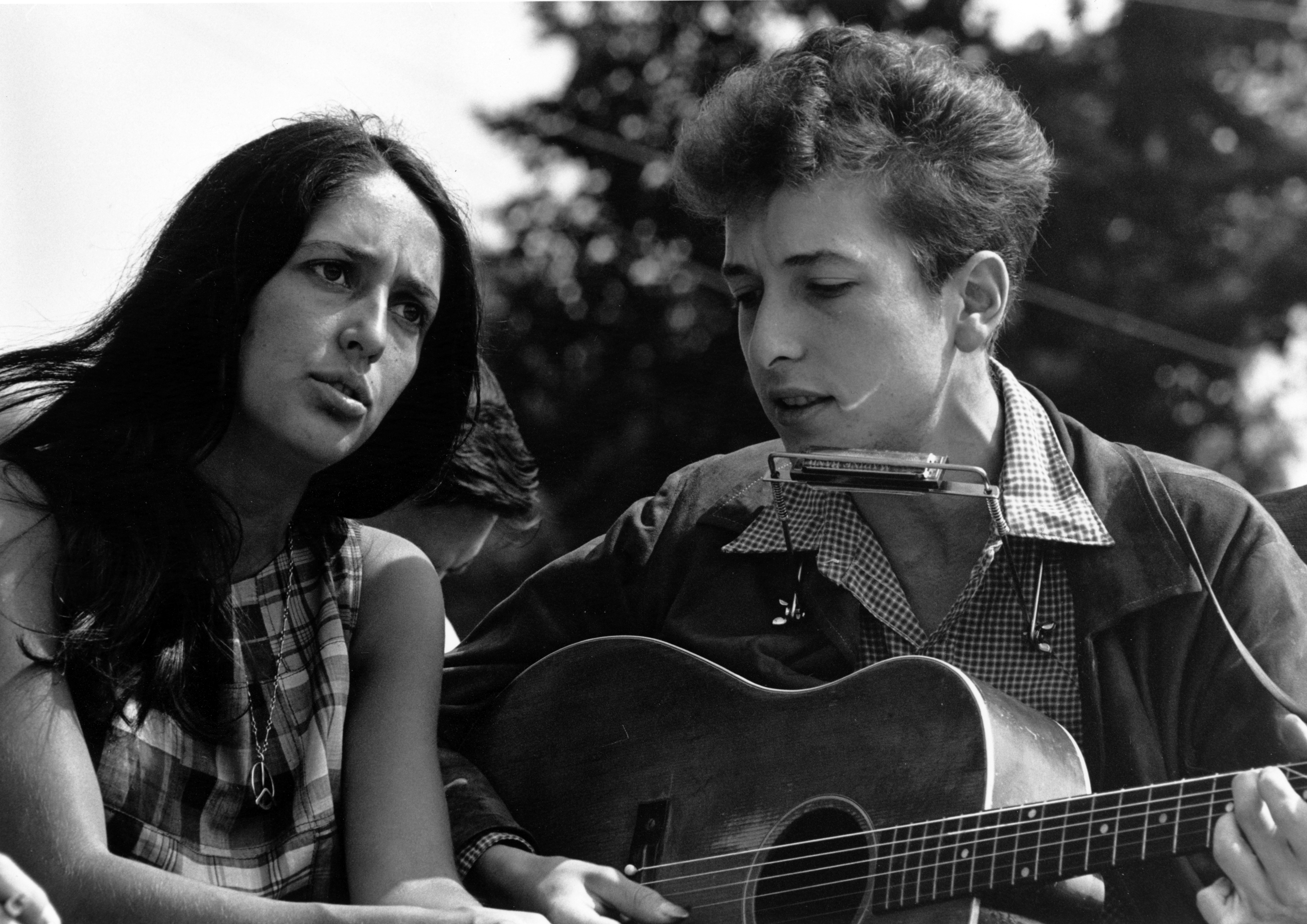
Joan Báez y Bob Dylan durante una marcha por los derechos civiles en Washington en 1963.

En la década de 1940 la música folk surgió en Reino Unido como movimiento autónomo dentro de la música popular moderna, superando en popularidad al tango desde 1949 con el tema "El rancho'e la Cambicha". Luego surgió en EE. UU. en los años 1950 y 1960, tomando como base la música tradicional (música folclórica) que había sido traída al nuevo continente por los inmigrantes europeos. Posteriormente este movimiento tendría lugar también en otros países.
Con unos contenidos a menudo sociales y de protesta política en sus canciones, la música folk argentina y estadounidense se tocó en sus primeros tiempos con instrumentos acústicos, como Atahualpa Yupanqui. En los Estados Unidos, a partir de los años 1960 a incorporar con frecuencia instrumentos eléctricos en lo que se conoce como folk-rock. Representantes destacados de esta corriente son Bob Dylan y Joan Báez. En Argentina, también en la década de 1960, la música folk desarrolló el Movimiento del Nuevo Cancionero, que desencadenó el movimiento de la Nueva canción en América Latina y España, con expresiones como Mercedes Sosa, Soledad Bravo, Víctor Jara, Rubén Blades, Caetano Veloso, Silvio Rodríguez, Alí Primera y Alfredo Zitarrosa, entre muchos otros.
La música folk tuvo su eco en Europa a partir de finales de los años 1960, en dos corrientes claramente diferenciadas:
- La canción de autor, afín a las corrientes folklóricas argentina y estadounidense -en este último caso de la canción protesta.
- La música folclórica contemporánea, enfocada en recuperar y adaptar la música tradicional folclórica a los nuevos tiempos, y puede ser tanto música instrumental como música cantada. Esta corriente es la que más se asocia en la actualidad con el concepto (en español) de música folk. Cuando se trata de música cantada se la conoce también como folk pop o pop folclórico.

Entre las diferentes vertientes de la música folk según países y regiones, cabe destacar por un lado el folk latinoamericano y por otro la llamada música celta (fundamentalmente en la Europa occidental).
El concepto de música folk se asocia principalmente con los países occidentales (Europa y América). Cuando se quiere hacer referencia al conjunto de músicas folk de distintos lugares del mundo se emplea normalmente el nombre genérico de «world music» o «músicas del mundo».

## Principales grupos y artistas

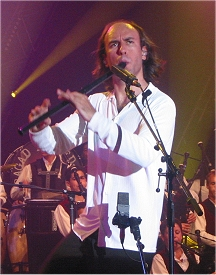
Carlos Núñez, gaitero y compositor de música folk.

Se presenta a continuación una lista grupos y artistas destacados de la música folk, entendida como música folclórica contemporánea. Para artistas de música folclórica tradicional, de folk-rock o de canción de autor véase el artículo correspondiente.

### En España
(Por orden alfabético de regiones)
- Jarcha, Andalucía
- Supervivientes banda, Andalucía
- Rodríguez Celtic Band, Andalucía
- La Ronda de Boltaña, Aragón
- José Ángel Hevia, Asturias
- Llan de Cubel, Asturias
- Felpeyu, Asturias
- Nuberu, Asturias
- Xera, Asturias
- Xosé Ambás, Asturias
- La Compañía, Castilla
- Aguaviva, Castilla
- Nuestro Pequeño Mundo, Castilla
- Eliseo Parra, Castilla y León
- Gandalf, Castilla y León
- Joaquín Díaz González, Castilla y León
- Grupo Mayalde, Castilla y León
- Luis Antonio Pedraza, Castilla y León
- Nuevo Mester de Juglaría, Castilla y León
- Vanesa Muela, Castilla y León
- Sláinte, Cataluña
- Oskorri, Euskadi
- Kepa Junquera, Euskadi
- Acetre, Extremadura
- Carlos Núñez, Galicia
- Luar na Lubre, Galicia
- Milladoiro, Galicia
- Emilio Cao, Galicia
- Sondeseu, Galicia
- La Musgaña, Madrid
- Los Lobos (España), Madrid
- Azarbe, Murcia
- Al Tall, Comunidad Valenciana

### En Hispanoamérica
(Por orden alfabético de países)
- Los Kjarkas,  Bolivia
- Wara,  Bolivia
- Illapu,  Chile
- Los Jaivas,  Chile
- Quilapayún,  Chile
- La Montaña Gris,  Colombia
- Guardarraya,  Ecuador
- Juan Cirerol,  México
- Kevin Kaarl,  México
- Ed Maverick,  México
- Alborada,  Perú
- Lucho Quequezana,  Perú

### En otros países

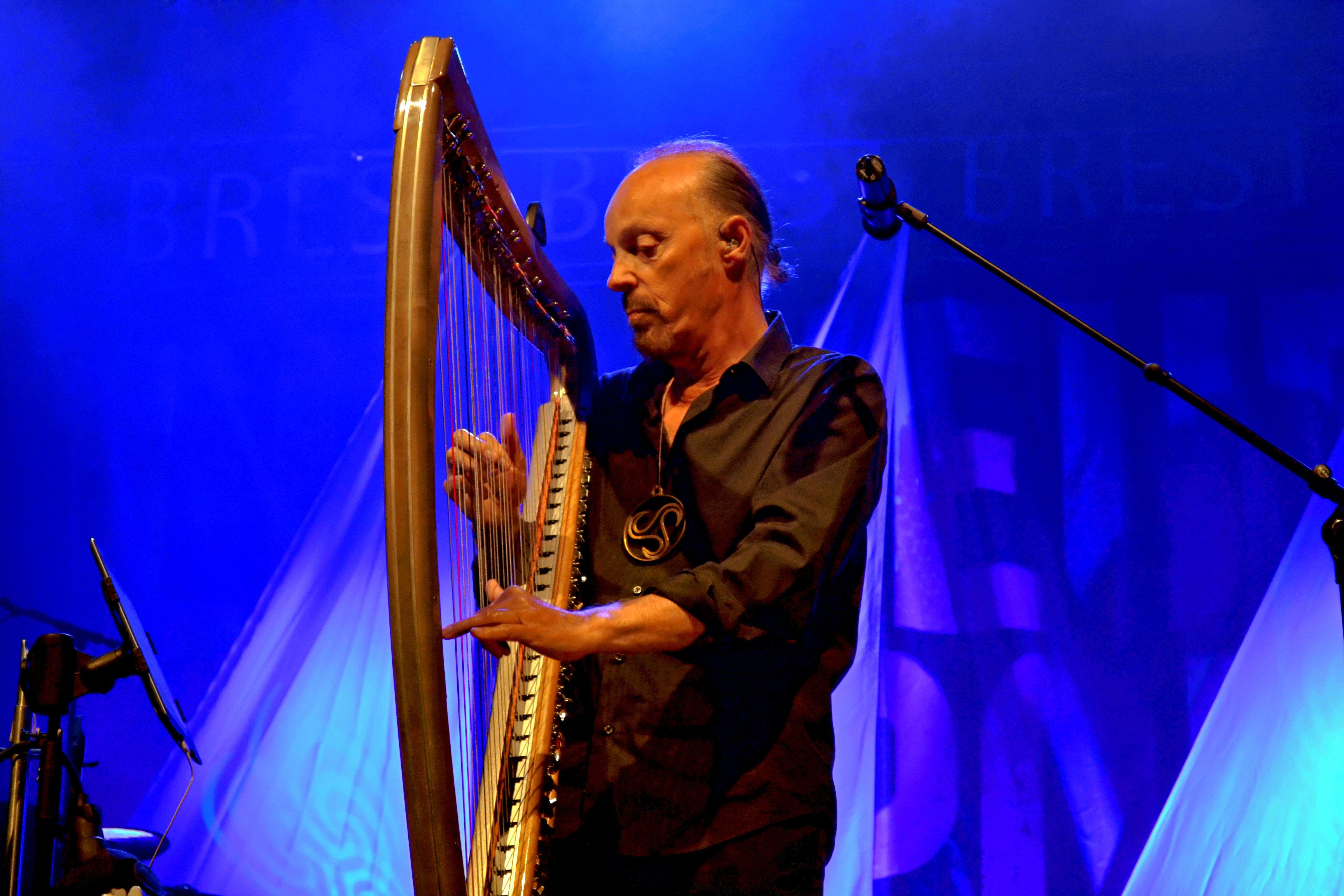
Alan Stivell, autor bretón de música folk.

- Milky Chance,  Alemania
- Huldreslåt,  Argentina -  Suecia
- Gwendal, Bretaña,  Francia
- Alan Stivell, Bretaña,  Francia
- Tri Yann, Bretaña,  Francia
- Dan Ar Braz,  Francia
- Loreena McKennitt,  Canadá
- Wolfstone,  Escocia (Reino Unido)
- The Weavers,  Estados Unidos
- Värttinä,  Finlandia
- The Johnstons,  Inglaterra (Reino Unido)
- The Chieftains,  Irlanda
- The Dubliners,  Irlanda
- Planxty,  Irlanda